# Au milieu des sollicitudes
Au milieu des sollicitudes (Inmitten der Fürsorge) ist eine am  16. Februar 1892 von Papst Leo XIII. veröffentlichte Enzyklika. Die Originalsprache war Französisch und in ihr wendet er sich an das französische Episkopat, den Klerus und die Gläubigen in Frankreich. Sie trägt den Untertitel: „Kirche und Staat in Frankreich“.

## Eine politische Enzyklika
Mit dieser Enzyklika versuchte der Papst, die Beziehungen zu Frankreich zu verbessern und das Verhältnis von Staat und Kirche in Frankreich neu zu formieren. Er riet dem französischen Klerus, mit der Regierung der „Dritten Republik“ Kontakte zu knüpfen, ohne seinen Standpunkt preiszugeben. Hierzu war es allerdings notwendig, dass der Papst gegenüber der französischen Regierung Zugeständnisse einräumte. Mit dieser Form des „Ralliement“ (vergleiche Integralismus) gab er nicht seine Position auf, sondern stärkte die Position der französischen Bischöfe. Mit dieser Enzyklika legt der Papst die Grundzüge für das Leben der Katholiken in der 3. Republik dar und bestärkt die katholischen Christen und den Klerus in ihrem Handeln und in ihrem Umgang mit dem neuen Regime.

## Exhortatio und Empfehlung
Der Papst unterstreicht und ermuntert (exhortiert) alle Gläubigen, für den Schutz des katholischen Glaubens einzutreten und diesen mit Liebe zu vertreten. Er ermutigt die Bürger Frankreichs zur friedlichen Auseinandersetzung mit den Repräsentanten der Regierung. „Es müsse der Kopf regieren und nicht die Gewalt“, ist der Tenor seiner Enzyklika. Es sei von großer Bedeutung, die Mittel, die zur Verfügung stehen, geschickt und aus der Sicht der Wahrheit einzusetzen, der Zivilbevölkerung dürfe hierbei kein Schaden zugefügt werden. Er fordert die Katholiken dazu auf, ihre Verbundenheit mit dem republikanischen Regime zu bekunden und sagt, dass die Kirche an keine Regierungsform gebunden sei, die Regierung anzuerkennen hieße nicht, eine „religionsfeindliche“ Gesetzgebung zu akzeptieren.

## Regierung und Parteien
Der Papst fordert die Regierenden und die Parteien zu einem sozialen Verhalten auf und bittet sie, Aufstand und Hass zwischen den Bürgern zu vermeiden, es dürfe nicht zu weiteren Bürgerkriegen angestiftet werden. Dieses werfe sonst eine Nation zurück in Anarchie und Chaos. Vielmehr sei jetzt Respekt, die Einhaltung der Gesetze und der Schutz der Gesellschaft vorrangig. Zur Erfüllung all dieser wichtigen und vordringlichsten Aufgaben biete er den Regierenden die Bemühungen der Kirche an, um die politischen Meinungsverschiedenheiten ihres Heimatlandes zu bewältigen. Diese Republik sei aber auch aufgerufen, die antichristlichen Bestrebungen zu unterbinden und in ihrer Gesetzgebung sorgfältig darauf zu achten, dass die Gesetze in Realisation zur gemeinsamen Nation festgelegt würden. Das Wohl einer Nation und die öffentliche Ruhe seien von großer Bedeutung und verpflichteten deshalb die Kirche dazu, die neuen Regierungsformen anzuerkennen. Außerdem kritisierte Leo jene, die alles dem Triumph ihrer Parteien unterordneten, selbst unter dem Vorwand, dass es ihnen als das Geeignetste erschien, um die Religion zu unterdrücken.

## Schlussbetrachtung
Der Papst kündigte die Solidarität zwischen Monarchie und Kirche auf und prägte eine Wiederannäherung der Kirche an die Republik. Er erklärte in seiner Enzyklika, dass die Republik nun eine bleibende Regierungsform sei und suchte Verbündete gegen den Sozialismus. Er ermutigte die französischen Katholiken, die gemeinsamen Bestrebungen zu unterstützen und zum Fortschritt beizutragen. Leo XIII. schrieb in dieser Enzyklika, jede Regierung sei gut, sofern sie nur fähig ist, gradlinig für das Gemeinwohl und für die gesellschaftliche Autorität einzutreten.